# Фискален резерв
Фискалният резерв се състои от:
1. наличностите в левове и чуждестранна валута на всички банкови бюджетни сметки и депозити в страната и чужбина, в т.ч. централния бюджет, министерства и ведомства, Националния осигурителен институт, Националната здравно-осигурителна каса и извънбюджетните фондове на централно ниво [1],
2. временни депозити и средства на разпореждане, включени в Единната сметка и други високоликвидни външни активи на централното правителство.
3. вземанията от фондовете на Европейския съюз за сертифицирани разходи, аванси и други (съгласно Закона за публичните финанси, влязъл в сила на 1 януари 2014 г.)

По-голяма част от фискалния резерв на Република България е под формата на депозити в БНБ, а останалата част се държи в търговски банки.

## Размер
Размер (в млрд. лв.) на фискалния резерв към края на календарната година:
| Година | Размер |
| ------ | ------ |
| 2003   | 3,848  |
| 2004   | 4,810  |
| 2005   | 4,511  |
| 2006   | 5,845  |
| 2007   | 7,453  |
| 2008   | 8,382  |
| 2009   | 7,673  |
| 2010   | 6,012  |
| 2011   | 4,999  |
| 2012   | 6,081  |
| 2013   | 4,680  |
| 2014   | 6,720  |
| 2015   | 11,09  |
| 2016   | 10,7   |
| 2017   | 9,41   |
| 2018   | 8,61   |
| 2019   | 8,11   |
| 2020   | 8,03   |
| 2021   | 9,16   |
| 2022   | 11.31  |

Забележки: Фискалният резерв нараства номинално в края на 2012 г. поради операцията по рефинансиране на държавните облигации, падежиращи в началото на 2013 г. От началото на 2014 г. като част от фискалния резерв се считат и вземанията от фондовете на Европейския съюз за сертифицирани разходи, аванси и други.
Към 31.03.2015 г. фискалният резерв е в размер на 11.09 млрд. лв., в т.ч. 10.07 млрд. лв. депозити на фискалния резерв в БНБ и банки и 1.02 млрд. лв. вземания от фондовете на Европейския съюз за сертифицирани разходи, аванси и други. Средствата на фискалния резерв по депозити в БНБ са в размер на 8.85 млрд. лв., а в банките – 1.22 млрд. лв.